# António Brocarte
António Brocarte (1629-1696). Organista e compositor de Palencia, Segóvia e Salamanca.

## Vida
António Brocarte (1629-1696). Organista e compositor das Sés Catedrais de Palencia, de Segovia e de Salamanca. António Brocarte foi segundo organista da Sé Catedral de Palencia e teve um cargo em Santo Domingos "de la Calzada", antes de ser nomeado organista da Sé Catedral de Segóvia a 15 de Junho de 1655. Aí permaneceu até 2 de Dezembro de 1676, quando se tornou primeiro organista da Sé Catedral de Salamanca, posição que manteve até ao fim da sua vida.
Não confundir António Brocarte (1629-1696) com um seu homónimo tratadista António de la Cruz Brocarte (m. depois de 1716). Apesar de também ele ter sido organista, tendo tido um cargo na igreja em Zamora, entre 1707 e 1714, Cruz Brocarte foi um teórico que escreveu o tratado "Medula de la música theorica" (Salamanca, 1707), que discutia os fundamentos da música, cantochão, polifonia, contraponto e composição. Cruz Brocarte, com base na sua autoridade e reputação, aprovou os tratados de Francisco Valls e Pablo Nassarre para publicação.

## Obra
A música para órgão de António Brocarte é constituída por 4 tentos que se encontram na Biblioteca Pública Municipal do Porto num manuscrito com música ibérica para órgão do séc. XVII intitulado: "Libro De Cyfra Adonde se Contem varios Jogos De Versos, e Obras, e Outras Coriosidades De Vários Autores". (P-Pm, MM 42). O manuscrito contém 86 Peças Os tentos de António Brocarte são:
1- Obra de Cheio de 1º Tom.
2- Obra de 5º Tom.
3- Registo Alto de 2º Tom.
4- Registo de dois tiples de 7º Tom por E.
Três destas peças foram gravadas pelo organista Joaquim Simões da Hora (1941-1996) no órgão do Evangelho da Sé Catedral do Porto.

## Discografia Seleccionada
- Hora, Joaquim Simões da (1985), O Órgão da Sé Catedral do Porto, Lusitana Música. Valentim de Carvalho, LP.
- Hora, Joaquim Simões da (1994), Órgãos Históricos Portugueses: Évora & Porto, Lusitana Musica, Volume I, EMI Classics / Valentim de Carvalho. CD [Remasterização de LP].
- Hora, Joaquim Simões da (1994), Batalhas & Meios Registos, MoviePlay Classics. CD.
- Hora, Joaquim Simões da (2002), Joaquim Simões da Hora: In Memoriam. São Vicente de Fora, 18.XII.1994, Portugaler. CD

## Ligações Externas
- http://arquivodigital.cm-porto.pt/Conteudos/Conteudos_BPMP/MM-42/MM-42_item1/index.html Biblioteca Pública Municipal do Porto
- Obras de Antonio Brocarte no International Music Score Library Project